# René Bernier
Pour les articles homonymes, voir Bernier.
René Bernier, né à Saint-Gilles (Bruxelles) le 10 mars 1905 et mort à Ixelles (Bruxelles) le 8 septembre 1984, est un compositeur belge, également professeur de musique.

## Biographie
Il est le fils des peintres Géo Bernier et Jenny Hoppe.

## Hommages
- René Bernier est le nom d'un collège situé à Saint-Sébastien-sur-Loire.